# Nicole Selmer

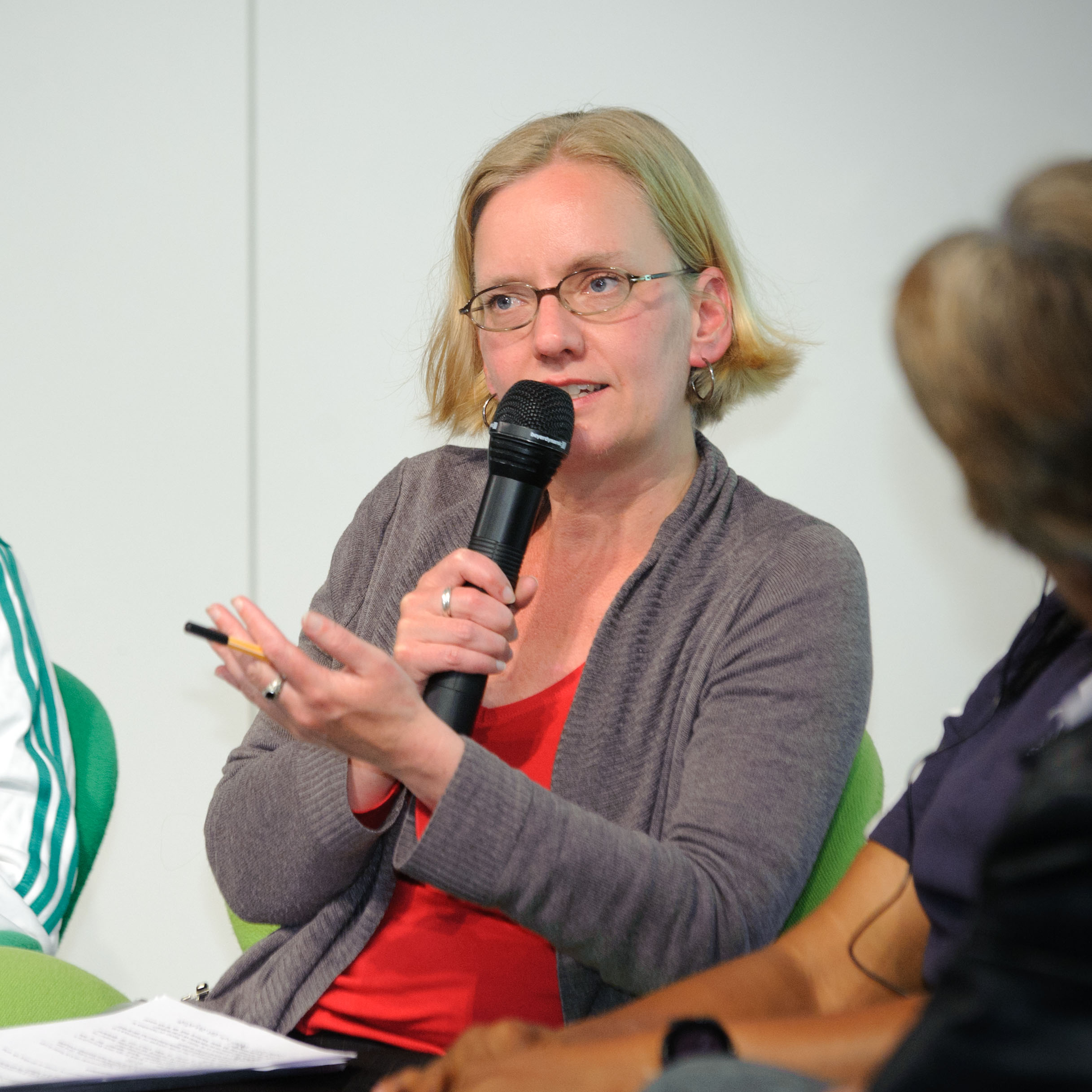
Nicole Selmer bei einer Podiumsdiskussion (2011)

Nicole Selmer (* 1970 in Flensburg) ist eine deutsche Sportjournalistin und Autorin. Sie ist seit Sommer 2024 Ko-Chefredakteurin des Fußballmagazins ballesterer.

## Werdegang
Selmer studierte in Hamburg und Uppsala Literaturwissenschaft und hat als freie Übersetzerin und Texterin gearbeitet.
Sie arbeitet und berichtet insb. über gesellschaftspolitische Aspekte des Fußballs und schreibt als freie Journalistin v. a. über Fankultur und Fanarbeit, über Frauen im Fußball und über (Anti-)Diskriminierung. Sie hat das Netzwerk F_in Frauen im Fußball mitbegründet und verantwortet die Öffentlichkeitsarbeit der Koordinationsstelle Fanprojekte (KOS). Ab 2014 war sie stellvertretende Chefredakteurin beim ballesterer, seit Sommer 2024 ist sie Ko-Chefredakteurin, gemeinsam mit Moritz Ablinger.
Selmer ist Mitglied der Deutschen Akademie für Fußball-Kultur und wirkt in der Jury zum Deutschen Fußball-Kulturpreis mit.

## Werke
- Watching the boys play. Frauen als Fußballfans. Kassel: Agon-Sportverlag, 2004. ISBN 978-3-89784-237-3.
- (mit Olaf Edig, Daniel Meuren) Fußballweltmeisterschaft 1966 England. Kassel: Agon-Sportverlag, 2006. ISBN 978-3-89784-208-3.

## Auszeichnungen
- Mai 2014, Sports-Media-Austria-Preis der Vereinigung Österreichischer Sportjournalisten, Kategorie „Print“, für die Titelgeschichte des ballesterer „Wir sind der Verein“ zu Fanvereinen in Europa, Heft 87[5]
- Aug. 2019, Prof. Claus Gatterer-Preis des Österreichischen Journalisten Club (gemeinsam mit Jakob Rosenberg und Benjamin Schacherl) für die Titelgeschichte des ballesterer „Das offene Feld“ zu Fußball und Integration, Heft 137[6]
- Juni 2021, Journalismus-Preis WINFRA für die Titelgeschichte des ballesterer „Das erneuerbare Spiel“ (gemeinsam mit Moritz Ablinger & Paul Vogt) zu Fußball und Klimawandel,  Heft 147[7]